# Ludwig Wittgenstein
Ludwig Wittgenstein (alemany: Ludwig Josef Johann Wittgenstein) (pronunciació en alemany: /ˈvɪtɡənˌstaɪn/) (Neuwaldegg, 26 d'abril de 1889 - Cambridge, 29 d'abril de 1951) fou un filòsof austríac, nascut en una família de l'alta burgesia industrial d'ascendència jueva, rica i culta, famós per les seves recerques sobre el llenguatge.
Va impartir docència a la càtedra de filosofia de la Universitat de Cambridge entre 1939 i 1947. És famós per haver inspirat dos dels principals moviments filosòfics del segle xx: el positivisme lògic i la filosofia del llenguatge ordinari. Al llarg de la seva vida, també va publicar la ressenya d'un llibre, un article, un diccionari per a nens i el Tractatus Logico-Philosophicus (1921), de 75 pàgines. El 1999, en una enquesta sobre els llibres de filosofia més rellevants, la seva obra pòstuma, Investigacions filosòfiques (1953) es va considerar com el llibre més important de la filosofia del segle xx.
Nascut a Viena en una de les famílies més riques de l'Imperi Austrohongarès al començament del segle, va regalar la seva herència i es va veure obligat a vendre els mobles per cobrir les despeses quan treballava en el Tractatus. Com deia:
| «                             | Revolution wird der sein, der sich selbst revolutionieren kann. 'Revolucionari serà aquell que es pot revolucionar a si mateix'. | » |
| — Vermischte Bemerkungen, 252 | |   |

Tres dels seus germans es van suïcidar i, en alguna ocasió, ell i el seu altre germà consideraren la possibilitat d'intentar-ho. Bertrand Russell el va descriure com l'exemple més perfecte del geni, "apassionat, profund, intens i dominant", mentre que Richard Rorty opinava que Wittgenstein expressava aquest intens malestar amb ell mateix vers tothom amb qui es relacionava. Per exemple, s'enfadava amb els seus estudiants quan volien que els ensenyés filosofia i es va alegrar quan la dona de George Edward Moore li va dir que estava treballant en una fàbrica de melmelada, pràctica que als ulls de Wittgenstein era una activitat molt útil.
Va tractar de fugir de l'ensenyament de la filosofia diverses vegades, servint durant la Primera Guerra Mundial al front en l'exèrcit austríac –on fou reconeguda la seva valentia– o ensenyant en escoles de diversos pobles d'Àustria, on es va trobar amb problemes per colpejar nens. També va treballar com a portalliteres durant la Segona Guerra Mundial al Guy's Hospital, de Londres, on només uns pocs dels funcionaris sabien que el nou treballador era el professor de filosofia de Cambridge.
El seu treball es divideix entre la primera etapa, exemplificada pel Tractatus, i la darrera etapa, amb les Investigacions filosòfiques. El primer Wittgenstein es referia a la relació entre les proposicions i el món, i considera que, en donar compte d'aquesta relació, tots els problemes filosòfics poden ser resolts; creia que els problemes sorgeixen perquè la lògica del llenguatge no és evident en el nostre ús habitual de la paraula. El segon Wittgenstein va rebutjar moltes de les conclusions del Tractatus, argumentant que el llenguatge és una mena de bigarrat joc de sons en el qual el significat de les paraules deriva del seu ús públic. Malgrat les diferències entre els primers treballs i els posteriors, les similituds inclouen una concepció de la filosofia com una mena de teràpia, la preocupació per les qüestions ètiques i religioses i un estil literari descrit sovint com a poètic. Terry Eagleton el considerava el filòsof dels poetes i compositors, dramaturgs i novel·listes.

## Biografia

### Primers anys
Ludwig va néixer a Viena a dos quarts de nou del vespre del 26 d'abril del 1889, al Palais Wittgenstein, al número 16 d'Alleegasse, actualment Argentinierstrasse, prop de la Karlskirche. Era fill de Karl i la seva dona, Kalmus, jueus per part de pare i catòlica romana per part de mare, Leopoldine. Karl i Poldi, com se'ls coneixia, van tenir nou fills en total. Hi va haver quatre nenes: Hermine, Margaret (Gretl) –que fou psicoanalitzada per Sigmund Freud, a principis dels anys 1930–, Helene, i una quarta filla que va morir quan era petita; i cinc nens: Johannes (Hans), Kurt, Rudolf (Rudi) i Paul, que fou un reconegut pianista; va perdre un braç durant la guerra i Maurice Ravel li va compondre el seu Concert per a la mà esquerra. Ludwig fou el més petit de la família.

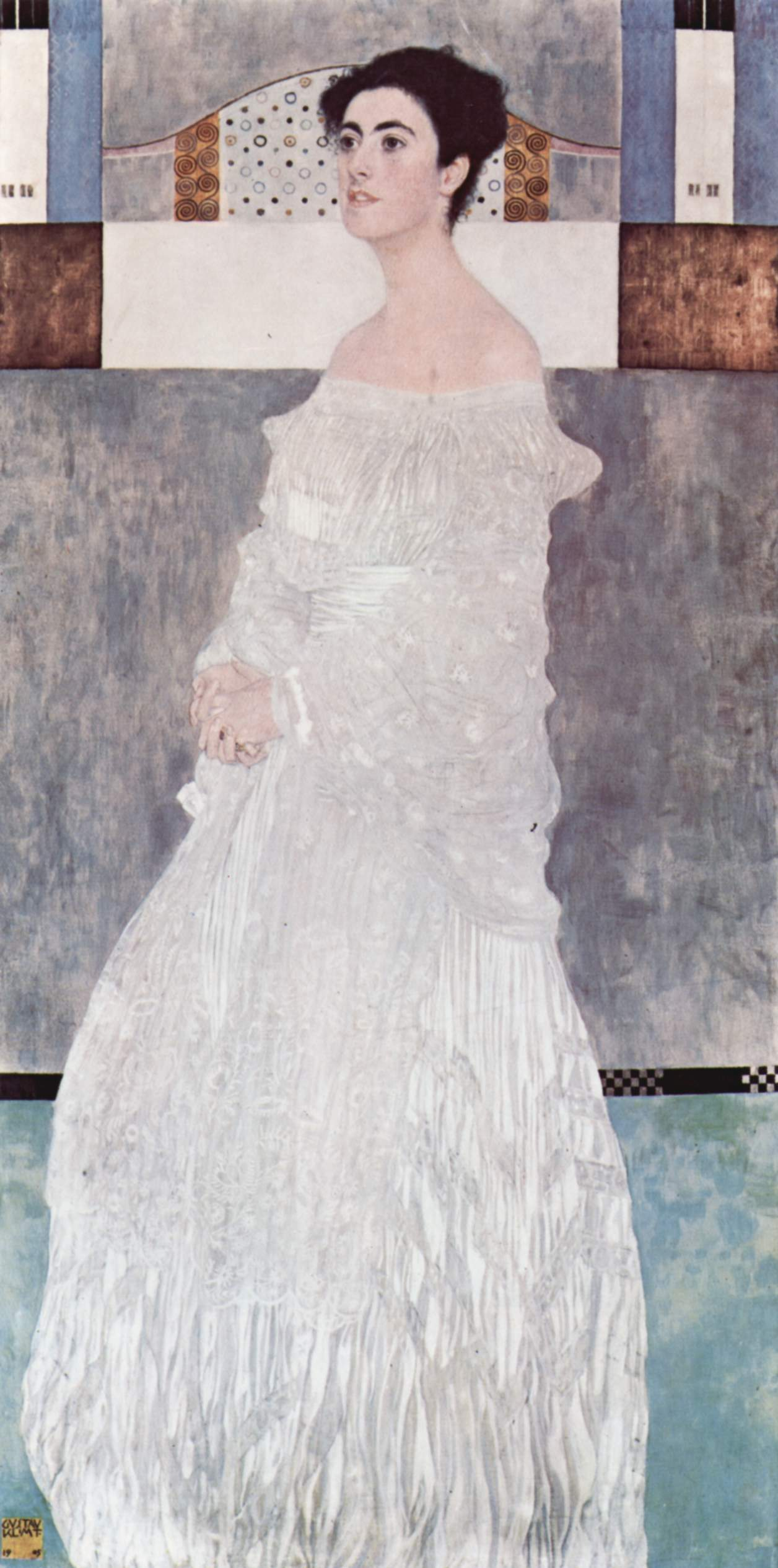
Retrat de Margarethe Stonborough-Wittgenstein per Gustav Klimt (1905), pintat per al casament de la segona germana Wittgenstein, la Gretl.

Els nens van ser batejats com a catòlics i es van criar en un entorn excepcional. L'activitat familiar es va situar en el centre de la vida cultural de Viena; Bruno Walter, el famós director d'orquestra, va descriure la vida al Palais Wittgenstein com un lloc amb una "atmosfera omnipresent d'humanitat i de cultura". Karl era un destacat mecenes de les arts; finançà obres d'Auguste Rodin i de la sala d'exposicions i galeria d'art de la ciutat, la Wiener Secessionsgebäude (l'edifici de la Secessió). Gustav Klimt va pintar el retrat de casament de Gretl, la segona germana, i Johannes Brahms i Gustav Mahler van fer concerts de manera regular a la casa familiar. Alexander Waugh descriu que la pubilla, Hermine, estava tan nerviosa quan veia Brahms que, un cop que la van convidar a seure al seu costat en un sopar, es va passar la major part de la nit vomitant en un dels banys.

### Antecedents familiars
D'acord amb un arbre genealògic elaborat a Jerusalem després de la Segona Guerra Mundial, l'avi patern en fou Moisès Meier, un jueu agent de la terra que vivia amb la seva dona, Brendel Simon, a Bad Laasphe, al Principat de Wittgenstein, Westfàlia. El juliol del 1808, Napoleó va publicar un decret pel qual tots, inclosos els jueus, havien d'adoptar un cognom familiar hereditari, de manera que el fill de Meier, també Moisès, va prendre el nom dels seus amos, els Sayn-Wittgenstein, i va esdevenir Moisès Meier Wittgenstein. El seu fill, Hermann Christian Wittgenstein, que va prendre el segon nom "cristià" per distanciar-se dels antecedents jueus, es va casar amb Fanny Figdor, també jueva, que es va convertir al protestantisme just abans de casar-se, i la parella va passar a fundar un bon negoci amb el comerç de llana a Leipzig, lluny dels seus orígens jueus. L'àvia de Ludwig, Fanny Figdor, era cosina germana del famós violinista Joseph Joachim.
Van tenir 11 fills, tots sota la prohibició imposada per Hermann de casar-se amb jueus, entre ells els Wittgenstein. El pare, Karl, a la dècada del 1880, ja era un dels homes més rics de l'Imperi Austrohongarès, amb una fortuna aconseguida amb la indústria del ferro i l'acer. Gràcies a Karl, els Wittgenstein es van convertir en un equivalent dels Krupp o Rothschild; com a resultat de la decisió presa el 1898 de transferir totes les seves inversions a l'estranger, la família estava protegida de la hiperinflació que va afectar Àustria després de la Primera Guerra Mundial.

### Suïcidis i desgràcies familiars
Ray Monk escriu que l'objectiu de Karl era convertir els seus fills en líders de la indústria, i no els va enviar a l'escola perquè no adquirissin mals hàbits, però van ser educats en la llar per tal de preparar-los per al treball dins l'imperi empresarial de Karl. Com recull Anthony Kenny, tres d'ells es van suïcidar; Paul va esdevenir un pianista de concert i Ludwig arribà a ser un filòsof després d'un breu període com a enginyer. El psiquiatre irlandès Michael Fitzgerald sosté que Karl era un perfeccionista sense empatia, i que la mare de Wittgenstein era ansiosa i insegura, incapaç de fer front al seu marit. Sigui quina sigui la raó per a això, dins la família sembla que hi havia una forta tendència a la depressió, o el que l'escriptor Anthony Gottlieb anomena mal humor i una tensió nerviosa extrema. Gottlieb explica una història sobre Paul: quan estava practicant en un dels set pianos de cua de la família, de sobte va cridar a Ludwig que estava en l'habitació del costat: "No puc tocar quan estàs a casa, ja que sento que el teu escepticisme es filtra cap a mi per sota de la porta!". Fitzgerald i el psiquiatre suec Christopher Gillberg opinen que Wittgenstein presentava diversos trets d'autisme d'alt funcionament. La psiquiatra alemanya Sula Wolff suggereix que patia d'un trastorn esquizoide de la personalitat.

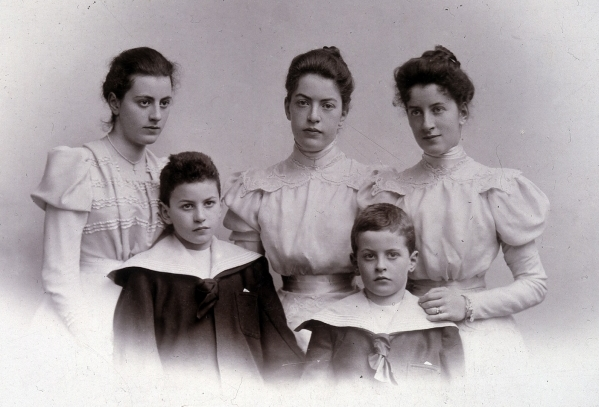
Ludwig (inferior dreta), Paul i les seves germanes, cap a finals del 1890

El seu germà gran, Hans, també patia d'autisme. Alexander Waugh, un biògraf de Wittgenstein, explica que la primera paraula del nen va ser "Èdip". A l'edat de quatre, escriu Waugh, Hans va poder identificar l'efecte Doppler en una sirena que sonà fent quarts de to, i als cinc anys va començar a plorar exclamant: "Malament! malament!" quan dues brass band (bandes de música) tocaven en una desfilada de carnaval i feien sonar la mateixa melodia en diferents tonalitats. Va ser aclamat com un geni de la música, i probablement fou homosexual. Va morir en circumstàncies misterioses el maig de 1902, quan va fugir als Estats Units després de desaparèixer d'un vaixell a la badia de Chesapeake; probablement fou un suïcidi.
L'any següent, el 1903, un altre germà, de 22 anys, Rudi, estudiava química a l'Acadèmia de Berlín; Waugh explica que un dia va entrar en un bar de la Brandenburgstrasse, va demanar al pianista que toqués la cançó de Thomas Koschat Verlassen, verlassen, verlassen ich bin. Després, en un got de la llet, posà cianur de potassi, s'ho begué i es va morir lentament. Va deixar diverses notes de suïcidi, una als seus pares, on explicava que estava de dol per la mort d'un amic, i en una altra parlava de la seva "disposició perversa". Es va informar en el moment en què havia demanat l'assessorament del Comitè Científic Humanitari, una organització que estava en campanya contra l'article 175 del Codi Penal alemany, que des del 1871-1969 va prohibir l'homosexualitat. El seu pare va prohibir a la família d'esmentar mai el seu nom cap altra vegada.
Monk escriu que Kurt va esdevenir cap d'una companyia de l'exèrcit, però es va disparar un tret el 27 d'octubre del 1918, ja al final de la Primera Guerra Mundial, quan les tropes austríaques sota el seu comandament es van negar a obeir les seves ordres i van desertar en massa. Segons Gottlieb, Armanda havia dit que Kurt semblava portar "el germen de la repugnància per la vida dins ell mateix". Paul també pensà en el suïcidi, com ho va fer Ludwig. Aquest últim li va dir a un amic, David Pinsent, que quan el gener del 1912, Bertrand Russell per primer cop el va encoratjar amb les qualitats de la seva filosofia, aquest estímul havia posat fi a nou anys de soledat i de desig de morir, encara que Russell, tan preocupat pel seu estat, havia predit que Ludwig Wittgenstein es mataria abans del febrer del 1914.

### Anys de formació

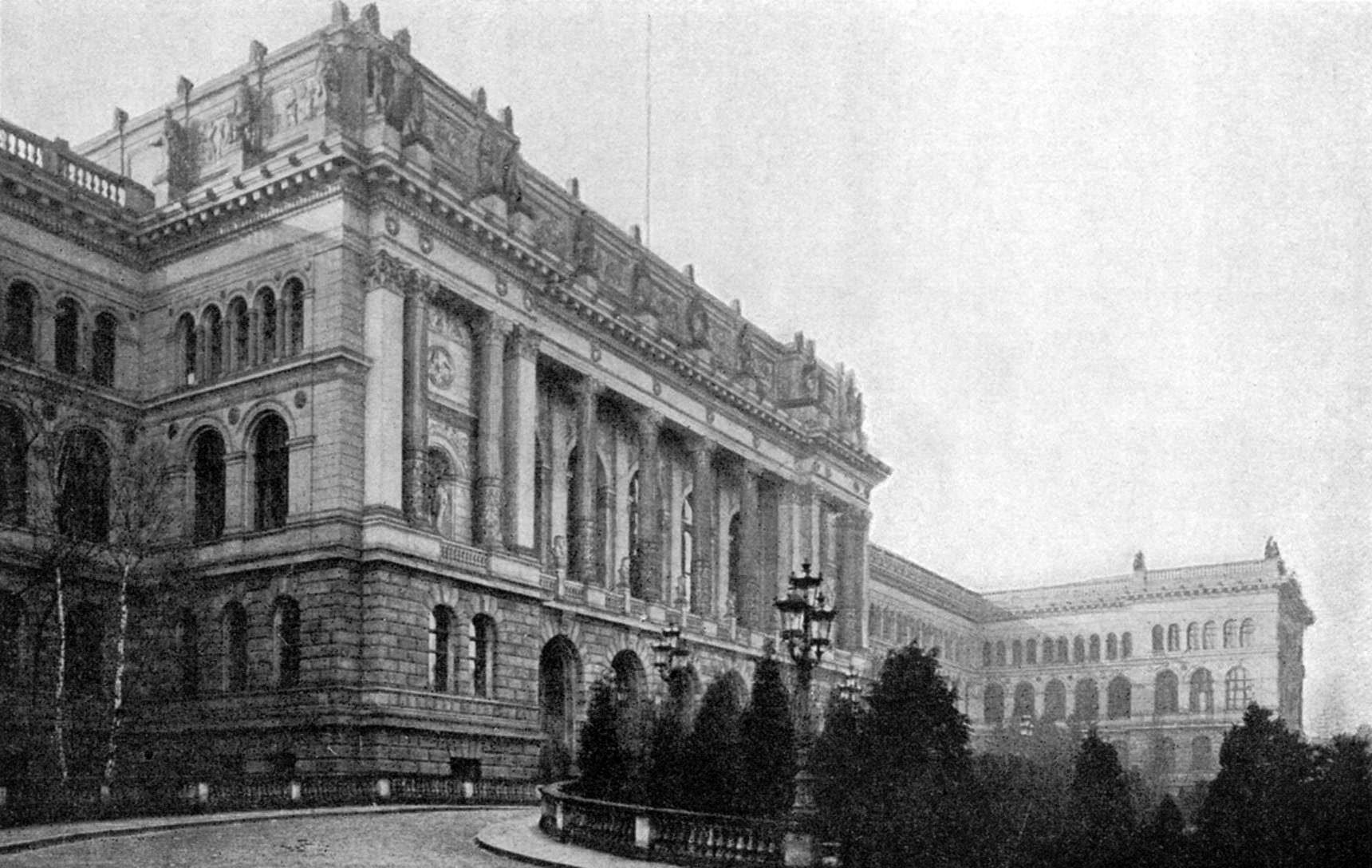
La Technische Hochschule Charlottenburg, Berlín

Educat per tutors en la seva pròpia casa fins als catorze anys, després de la mort de Hans i Rudi, el seu pare, Karl, va cedir i va permetre que Paul i Ludwig anessin a l'escola. Alexander Waugh va escriure que ja era massa tard per a Wittgenstein per a passar els exàmens en el gimnàs més acadèmic, a Wiener Neustadt, que va fallar en el seu examen d'ingrés i amb prou feines va aconseguir, després de classes addicionals, aprovar l'examen per al més tècnic Kuk Realschule a Linz, una escola del petit estat amb 300 alumnes, i d'acord amb Brian McGuinness, un bastió del nacionalisme alemany. El 1903, quan tenia 13 anys, va començar tres anys d'escolaritat en albergs propers en el període lectiu amb la família d'un Srigl Dr, un mestre del gimnàs local, i la família li donà el sobrenom de Luki.
La historiadora Brigitte Hamann escriu que Ludwig va destacar entre els altres nois i, per això, va ser intimidat; parlava una forma excepcionalment pura d'alt alemany amb un cert tartamudeig, vestia elegantment, i era sensible i poc sociable. Les seves primeres impressions de l'escola, enregistrades en fragments en un quadern, indiquen que potser va patir una relació romàntica primerenca amb el fill del Dr. Stigler, Pepi, que va morir l'agost del 1914: "Boira [ escombraries]. Relació amb els jueus, relació amb Pepi, amor i l'orgull de cridar... el barret. Trenco amb P. El patiment de la classe."
Segons Waugh, Wittgenstein era un inadaptat en l'escola; insistia que els altres nens se li d'adrecessin amb l'expressió de l'alemany formal "Sie", i estava sovint absent. Monk escriu que els altres nens se'n burlaven, cantant en el seu honor: ''Wittgenstein wandelt wehmütig widriger Winde wegen Wienwärts ("Wittgenstein surt amb nostàlgia de Viena a causa dels vents adversos"). En el seu certificat de final d'estudis, va rebre una nota superior només una vegada, en estudis religiosos, un 2 per conducta i anglès; 3 per a francès, geografia, història, matemàtiques i física; i 4 per a l'alemany, la química, la geometria i el dibuix a mà alçada. Tenia especial dificultat amb l'ortografia i va suspendre l'examen escrit d'alemany a causa d'això. Va escriure el 1931: "La meva mala ortografia en la joventut, fins a l'edat d'uns 18 o 19, està connectada amb tota la resta del meu personatge (la meva feblesa en l'estudi)."
Després d'acabar els estudis secundaris a Linz, estudia enginyeria aeronàutica a la Technische Hochschule Charlottenburg (actualment Universitat Tècnica de Berlín); hi va assistir durant tres semestres, i va ser guardonat amb un diploma, el 5 de maig del 1908. Va arribar a la Universitat de Manchester a la primavera del 1908 per fer el doctorat, amb molts plans per a projectes d'aeronàutica, incloent-hi el disseny i volar amb el seu propi avió. Va dur a terme investigacions sobre el comportament dels estels en l'atmosfera superior, experimentant en un lloc d'observació meteorològica, a prop de Glossop. Va viure prop de Grouse Inn, en un pub a Chunal Road, Derbyshire, on era un dels dos únics hostes. Va confessar a la seva germana Hermine que li agradava la tranquil·litat de Grouse Inn, però no li agradaven les condicions dels lavabos. A Manchester, també va treballar en el disseny d'un petit avió amb motors de reacció, que li va valer una beca d'investigació de la universitat a la tardor del 1908 i que va patentar el 1911.
Posteriorment, els seus interessos es van desplaçar de l'aviació als fonaments de les matemàtiques; la lectura de The Principles of Mathematics, de Russell i Grundgesetze der Arithmetik, de Frege, li obrí les portes a la filosofia. Visità el 1911 Frege i estudià amb Russell, en el Trinity College de Cambridge, durant el curs del 1912 al 1913; formà part del famós grup «The Apostles», i conegué i tractà també George Edward Moore i J.M. Keynes. D'aquest període, és conegut l'enorme impacte que la brillantor de la seva intel·ligència va causar en Russell.

### Entorn religiós
Quan abandonà els seus avis paterns, va deixar el judaisme per a convertir-se al protestantisme; ell i la seva família es van mudar de Saxònia (Alemanya) a Viena, on el pare de Ludwig, Karl Wittgenstein, va guanyar força i admiració en convertir-se en un dels comerciants pioners de la indústria de l'acer i del ferro de l'Imperi Austrohongarès. La mare de Ludwig es va convertir al catolicisme i llavors ell la va seguir, en encobert desafiament al seu pare, encara que, en morir, no va tenir un enterrament catòlic, perquè mai va practicar el catolicisme.

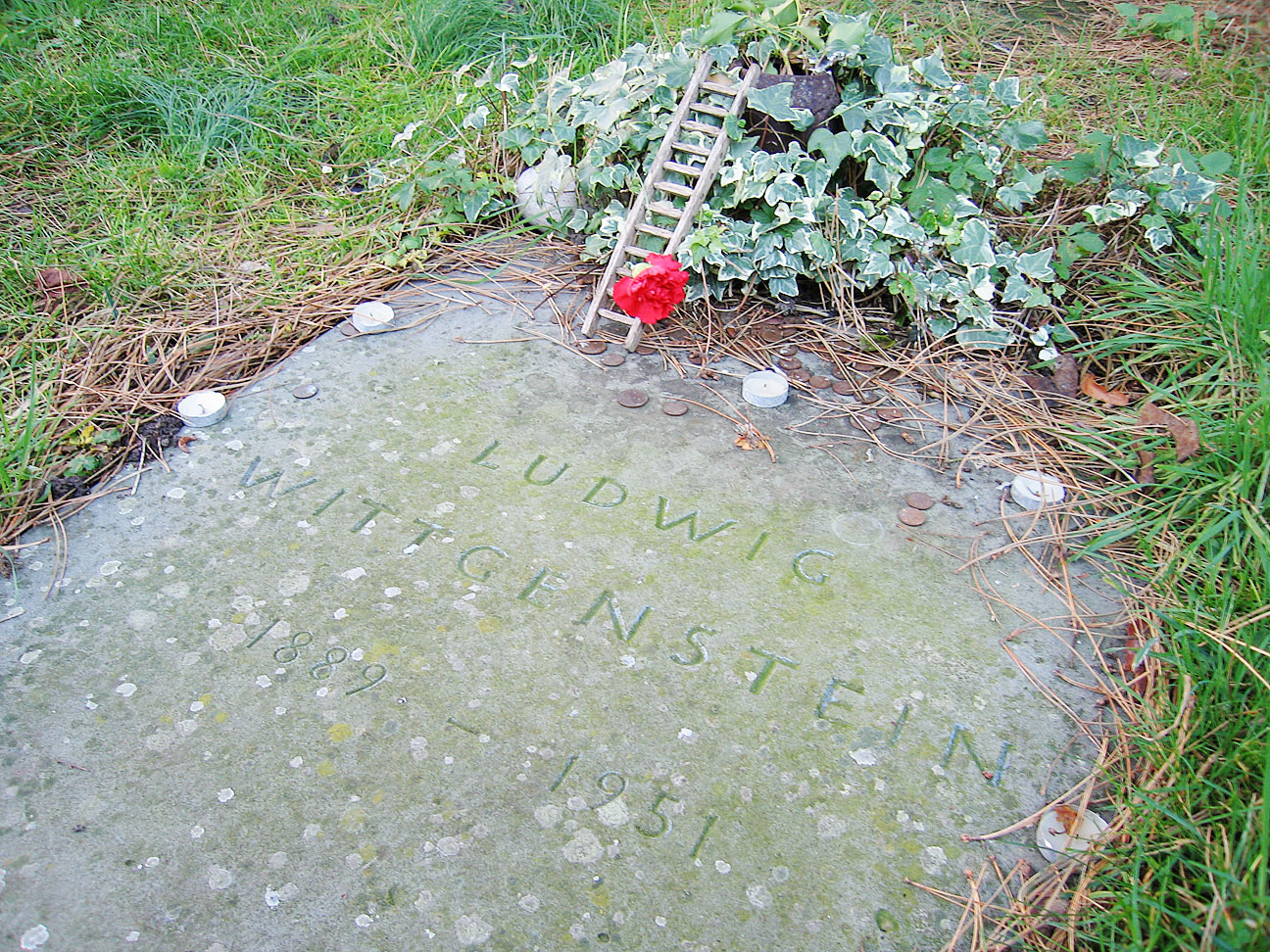
Làpida de la tomba de Wittgenstein (Cambridge)

### Filòsof i mestre
Acabats aquests estudis, marxa a viure com un solitari a Noruega, on es dedica a les seves primeres investigacions lògiques, fins que, en iniciar-se la Primera Guerra Mundial, s'enrola com a voluntari en l'artilleria austríaca i, el 1918, és fet presoner de guerra de l'exèrcit italià al front del Tirol. En aquesta època, ja havia redactat en notes, escrites durant la campanya i guardades en quaderns a la seva motxilla, el que havia de ser el seu Tractatus Logico-Philosophicus. Tancat a Monte Cassino, va aconseguir enviar una còpia del manuscrit a Russell i, ja alliberat, ambdós filòsofs es van citar a La Haia, el 1919, per analitzar-ne el contingut. Un cop donat per acabat el llibre (el títol inicial del qual era La proposició, tot i que es va publicar primer en alemany el 1921 amb el títol, inspirat per G.E. Moore, de Logisch-philosophische Abhandlung), es va publicar en anglès el 1922 amb el nom amb què és conegut i amb una introducció d'en Russell.
Tot seguit, Wittgenstein va abandonar la filosofia, va renunciar a la substanciosa herència familiar i va treballar, entre 1920 i 1926, com a mestre en diversos pobles de la Baixa Àustria (concretament, a Trattenbach, Puchberg i Otterthal), en una època que no va considerar especialment feliç. Poc després, coneix Moritz Schlick, iniciador del Cercle de Viena, i Rudolf Carnap i altres membres del Cercle, i reinicia la seva activitat filosòfica, presentant el seu Tractatus com a treball per al doctorat, que obté a Cambridge. Dona classes durant uns anys a Cambridge i escriu Anotacions filosòfiques i Gramàtica filosòfica, i del treball intel·lectual d'aquesta època sorgeixen nous enfocaments filosòfics que cristal·litzen en Els quaderns blau i marró (publicats després de la seva mort, el 1958, i així anomenats pel color de les tapes dels quaderns de notes). Després d'un viatge a Rússia, amb la intenció potser d'establir-s'hi, es dirigeix novament el 1936 a Noruega, on roman nou mesos i inicia la redacció d'Investigacions filosòfiques, la seva obra més important, que suposa, a més a més, un canvi d'orientació en la seva filosofia. Torna a Cambridge i, després de l'annexió d'Àustria per Alemanya, el 1938, adquireix la nacionalitat britànica; se li concedeix la càtedra de filosofia a Cambridge, com a successor de G. E. Moore, que no ocupa pas per haver de prestar serveis com a ajudant d'hospital durant la Segona Guerra Mundial.

### Darrers anys
Acabada la guerra, reprèn la seva activitat com a professor a Cambridge, que abandona el 1947, ara definitivament. Passa un temps a Irlanda, on, retirat de tota activitat acadèmica, acaba la redacció d'Investigacions filosòfiques (que es publica el 1953), i ocupa part del seu temps a ensinistrar ocells. El 1949, se li manifesta un càncer i passa els seus últims anys amb els seus amics a Cambridge i Òxford, conversant i treballant en qüestions de teoria del coneixement. La seva obra De la certesa correspon als apunts d'aquests últims temps.

## Pensament

### El "primer Wittgenstein"
El llenguatge és el límit del món, com sosté en el Tractatus, perquè les paraules són com un mapa o dibuix de la realitat. Hi ha la mateixa relació entre els fets i les coses que entre les diferents oracions que les expressen. Però el llenguatge és imperfecte, ja que permet afirmacions contra la lògica que són l'origen de la majoria de problemes en filosofia, per això cal perfeccionar-lo. Per a fer-ho, caldrà anar justament fora dels límits d'aquest llenguatge, a les coses que es mostren per intuïció o de manera mística, ja que no es pot buscar la fonamentació del llenguatge dins d'aquest.

### El "segon Wittgenstein"
Posteriorment, sobretot en les Investigacions, afirma que l'autèntic significat dels mots està en el seu ús (un corrent proper a la pragmàtica) i tota comunicació és, de fet, un joc de llenguatge, en el sentit que es dota el missatge d'un context ficcional amb regles perquè pugui ser entès pel receptor. Els filòsofs, durant segles, han buscat l'essència de les paraules, suposant que aquesta existeixi, però ell els anima a intentar explicar com s'usen els conceptes per resoldre problemes reals, ja que tot llenguatge és comunicació i la hipòtesi d'un llenguatge només privat, independent de la realitat, és absurda.

## Llegat
La concepció sobre el llenguatge i la manera d'escriure (titllada de massa obscura o metafòrica) són els aspectes del seu pensament que més crítiques han rebut. La seva influència en el pensament posterior ha estat enorme. Es troben les seves petjades en la filosofia de Richard Rorty, Saul Kripke, Peter Strawson i Jürgen Habermas, entre d'altres. Igualment ha influït en els escriptors Iris Murdoch i Isaiah Berlin i en la sociologia de Pierre Bourdieu.
L'escriptor Bruce Duffy va escriure una novel·la de no ficció —The world as I found it (en català, El món com el vaig trobar)— sobre la vida del filòsof Ludwig Wittgenstein.

## Obres principals

### Originals
- «Logisch-philosophische Abhandlung» (en alemany). Annalen der Naturphilosophie, núm. 14, 1921.

- Tractatus logico-philosophicus (en alemany i anglès).  Londres: Routledge, 1922.

- Philosophische Untersuchungen (en alemany).  Oxford: Blackwell Publishing, 1953.

- Philosophical Investigations (en anglès).  Oxford-Nova York: Blackwell-Macmillan, 1956.

- Preliminary Studies for the «Philosophical Investigations», Generally known as the Blue and Brown Books (en anglès).  Oxford-Nova York: Blackwell-Harper, 1958.

- Notebooks 1914-1916 (en anglès).  Oxford-Nova York: Blackwell-Barnes and Noble, 1961.

- Philosophische Bemerkungen (en alemany).  Oxford: Blackwell, 1965.

- Lectures and Conversations on Aesthetics, Psychology, and Religious Beliefs (en anglès).  Oxford-Nova York: Blackwell-University of California Press, 1966.

- Zettel (en anglès).  Oxford-Nova York: Blackwell-University of California Press, 1967.

- On Certainty (en anglès).  Oxford-Nova York: Blackwell-Harper, 1969.

### Traduccions

#### Al català
- De la certesa.  Barcelona: Edicions 62, 1983.
- Tractatus Logico-Philosophicus.  Barcelona: Laia, 1981.

- Investigacions filosòfiques.  Barcelona: Laia, 1983.

#### Al castellà
- Los cuadernos azul y marrón.  Madrid: Tecnos, 1976.
- Cartas a Russell, Keynes y Moore.  Madrid: Taurus, 1979.

- Sobre la certidumbre.  Buenos Aires: Tiempo Nuevo, 1973.
- Tractatus Logico-Philosophicus. 7a ed..  Madrid: Alianza, 1985.
- Diario filosófico (1914-1916).  Barcelona: Ariel, 1982.

- Investigaciones filosóficas.  Barcelona: Crítica, Grijalbo (text de l'ed. UNAM, México), 1988.
- Gerd Brand, Los textos fundamentales de Ludwig Wittgenstein.  Madrid: Alianza, 1981.

- Aforismos. Cultura y valor.  Madrid: Espasa Calpe, 1995.

- Observaciones a La Rama Dorada de Frazer.  Madrid: Tecnos, 1992.